# Lachute Rapides
Lachute Rapides byl poloprofesionální kanadský klub ledního hokeje, který sídlil v Lachute v provincii Québec. V letech 1996–1999 působil v poloprofesionální soutěži Ligue de hockey semi-professionnelle du Québec. Rapides ve své poslední sezóně v LHSPQ (Západní skupina) skončily v základní části na pátém místě.
Jednalo se o vítěze LHSPQ ze sezóny 1997/98.

## Úspěchy
- Vítěz LHSPQ ( 1× )
  - 1997/98

## Přehled ligové účasti
Zdroj: 
- 1996–1999: Ligue de hockey semi-professionnelle du Québec